# Claude Coquebert de Taizy
Pour les articles homonymes, voir Coquebert.
Claude André Jean-Baptiste Coquebert, né à Reims le 15 janvier 1758 et mort le 8 octobre 1815 dans la même ville, est un bibliographe et militaire français.

## Biographie
Claude André Jean-Baptiste Coquebert de Taizy  est né le 15 janvier 1758 à Reims,. 
Engagé jeune dans l'armée, il participe à la guerre d'indépendance des États-unis. Il rentre ensuite à Reims et étudie les lettres. 
Pendant la Révolution française, il rejoint l’armée de l’immigration de Condé et participe à plusieurs combats. Il quitte la carrière militaire en 1796 (licencié de l'armée d'émigration) avec le grade de major d’infanterie. Il est décoré chevalier de l'ordre de Saint-Louis peu avant sa mort. 
Rentré en France, il se consacre aux études et Belles Lettres,. Il devient savant et bibliographe et réorganise la Bibliothèque de Reims. Il fut le collaborateur de Antoine-Alexandre Barbier pour le Dictionnaire des anonymes et des frères Michaud qui publièrent la série Biographie universelle. 
Il meurt à Reims le 8 octobre 1815,.

## Famille
Il épousa Joséphine Rose Lespagnol (...-1790) en 1789. 
La famille Coquebert donna aux XVIIe et XVIIIe siècles cinq lieutenants des habitants à la ville et de nombreux magistrats, dont Henry Coquebert, sieur de la Fauconnerie et trois fois lieutenant des habitants de Reims.

## Postérité locale
Une rue de Reims porte son nom.